# Richard von Kühlmann
Richard von Kühlmann (Constantinopla, 3 de mayo de 1873 - Ohlstadt, Baviera, 6 de febrero de 1948) fue un diplomático alemán. Del 7 de agosto de 1917 al 9 de julio de 1918 ocupó el cargo de secretario de Estado de Asuntos Exteriores del Imperio alemán. Destacó su papel en el contexto de la Primera Guerra Mundial como líder de la delegación alemana en las negociaciones del tratado de Brest Litovsk, que puso fin a la guerra en el Frente Oriental.

## Biografía
Kühlmann nació en Constantinopla. De 1908 a 1914, fue consejero de la embajada alemana en Londres y fue muy activo en el estudio de todas las fases de la vida política y social contemporánea en el Reino Unido e incluso en Irlanda. Durante la Primera Guerra Mundial, fue inicialmente consejero de la embajada de Constantinopla. En octubre de 1914 fundó la "Oficina de Noticias", que se convirtió en un vehículo para la propaganda alemana en el Imperio otomano. Dicha propaganda incluía postales de iglesias belgas en ruinas, que se utilizaban para apelar a los sentimientos yihadistas de aquellos que habían participado en masacres de cristianos en Constantinopla en 1896.
Durante el Genocidio armenio, Kühlmann fue inicialmente renuente a exponer las masacres contra la población armenia, ya que simpatizaba con el nacionalismo turco, utilizó repetidamente el término "presunto" y excusó al Gobierno turco por las masacres. Kühlmann, en defensa del Gobierno turco y de la alianza germano-turca de la guerra mundial, afirmó que las políticas contra los armenios eran un asunto de "política interna", pero finalmente afirmó que "la destrucción de los armenios se llevó a cabo a gran escala". Esta política de exterminio manchará durante mucho tiempo el nombre de Turquía".
Posteriormente fue ministro en La Haya y, desde septiembre de 1916 hasta agosto de 1917, embajador en Constantinopla. 

### Ministro de Exteriores
Nombrado ministro de Asuntos Exteriores el 7 de agosto de 1917, encabezó la delegación que negoció el tratado de Brest-Litovsk, que sacó al Imperio ruso (ya convertido en la Rusia soviética) de la Primera Guerra Mundial. También negoció la Paz de Bucarest del 7 de mayo de 1918, con Rumanía. En las negociaciones del tratado, Kühlmann se encontró con la oposición del mando superior del ejército y, en particular, de Erich Ludendorff, que deseaba mayores garantías territoriales en la frontera oriental de Alemania, el establecimiento de un protectorado alemán sobre los Estados bálticos y mayores precauciones contra la propagación del bolchevismo.
En julio de 1918, pronunció en el Reichstag un discurso sobre la situación general, durante el cual declaró que la guerra no podía terminarse sólo con las armas, lo que implicaba que se necesitaría diplomacia para asegurar la paz. Esta afirmación fue malinterpretada en Alemania y el mando superior se vio envuelto en la controversia que surgió sobre ella, de modo que la posición de Kühlmann se volvió insostenible. El canciller Georg von Hertling lo abandonó públicamente en un discurso destinado a explicar su declaración y, tras una entrevista con el emperador Guillermo II en el frente, presentó su dimisión en julio de 1918. 